# Forensic Heroes IV
Forensic Heroes IV è una serie TV hongkonghese, andata in onda nel 2020

## Trama
Il chimico forense senior Ko On della divisione scientifica forense, il patologo legale senior Man Ka-hei della divisione patologia forense e l'ispettore senior Kwok Fai-wong dell'unità anti-crimine regionale di Kowloon West, hanno formato un triangolo per la risoluzione dei crimini con i loro team di professionisti.

## Personaggi e interpreti
- Raymond Wong è il Dr. Ko On: supervisore del laboratorio legale e chimico senior.
- Selena Lee è la Dr.ssa Man Ka-hei: patologo legale senior
- Shaun Tam è SIP Kwok Fai-wong: ispettore capo della polizia.
- Alice Chan è Shui Wai-ming: responsabile delle prove scientifiche (SEO).
- Rebecca Zhu è WSGT Ko Ching: sergente RCU.
- Roxanne Tong è Chris Tsui: una giornalista.

Fanno parte del cast anche Yumiko Cheng nel ruolo di Monique Hau, Patrick Tse nel ruolo di Long Siu-tin e Nina Paw nel ruolo di So Fong.